# 北条公義
公義（こうぎ、仁治2年（1241年）- 没年不詳）または北条 公義は、鎌倉時代前期の北条氏の一族出身の僧。鎌倉幕府第3代執権・北条泰時の三男。公喜とも。無量寿大夫。子に泰茂、泰瑜。

## 来歴
すでに長兄の時氏や次兄の時実らが死去していたため、泰時は時氏の長男・北条経時を嗣子に迎えていた。さらに公義自身も泰時が59歳という高齢で生まれた息子で、翌年に父が死去したときはわずか2歳だったために後継者候補には挙げられず、僧侶として余生を送ったといわれる。
没年など詳しい業績は不明である。